# Уэрта, Викториано
Хосе́ Викториа́но Уэ́рта Орте́га (исп. José Victoriano Huerta Ortega; 23 декабря 1850, Колотлан, Халиско — 13 января 1916, Эль-Пасо, Техас) — мексиканский государственный и военный деятель, генерал, участвовавший в военном перевороте 1913 года. Временный президент Мексики с 19 февраля 1913 по 15 июля 1914 года, на протяжении всего его правления в стране шёл наиболее ожесточённый этап гражданской войны, который был спровоцирован его приходом к власти. По сей день в мексиканском обществе Уэрту принято считать предателем революции, тираном и убийцей Мадеро и Пино Суареса, зачастую мексиканцы презрительно называют его El Chacal (Шакал) или  El Usurpador (Узурпатор).

## Биография

### Ранние годы
Согласно записям в книгах приходского нотариуса Колотлана, Хосе Викториано Уэрта Маркес родился 22 декабря 1850 года в городе Колотлан (штат Халиско) и был крещён на следующий день (другие источники указывают, что он родился 23 марта 1845 года на ранчо Агуа Горда). Его родителями были Хесус Уэрта Кордова, родом из Колотлана (штат Халиско), и Мария Лазара дель Рефугио Маркес Вильялобос, родом из Эль-Платеадо (штат Сакатекас). Уэрта идентифицировал себя как коренной мексиканец, его родители были зарегистрированы как уичоли, хотя отец, по всей видимости, относился к метисам.
Уэрта научился читать и писать в школе, которой руководил местный приходской священник, что сделало его одним из относительно немногих грамотных людей в Колотлане. Он рано выбрал военную карьеру как единственный способ избежать нищеты в Колотлане. В 1869 году генерал Донато Герра посетил Колотлан и выразил желание нанять себе личного секретаря, им стал юный Уэрта.
В качестве награды за свои заслуги он был рекомендован и получил стипендию для обучения в Военной академии, где получил отличные оценки, которые сделали его заслуживающим особого признания; президент Бенито Хуарес, первый представитель коренного населения, занявший пост президента, похвалил Уэрту во время своего визита в академию, вручив награду курсанту со следующими словами: 

Родина многого ожидает от индейцев, получивших такое образование, как вы.
Будучи курсантом, Уэрта преуспел в математике, что привело его к специализации в артиллерии и топографии.

### Военная карьера
Во время правления Порфирио Диаса дослужился до звания генерала. Вышел в отставку в 1907 году по состоянию здоровья из-за катаракты, занялся преподаванием математики.

### Мексиканская революция
После того, как в мае 1911 года диктатура Диаса была свергнута, Уэрта какое-то время был лоялен новому либеральному правительству Мадеро и вёл борьбу с его противниками (такими, как Паскуаль Ороско), но вскоре вступил в заговор с целью свержения Мадеро (к которому примкнули генералы Феликс Диас (племянник Порфирио Диаса) и Бернардо Рейес; заговор также был поддержан американским послом Генри Лейном Вильсоном). 18 февраля 1913 года Уэрте удалось совершить переворот; Мадеро и вице-президент Суарес были убиты, а Уэрта стал временным президентом страны. После того, как Уэрта отказался от проведения демократических выборов и установил военную диктатуру, США стали относиться к нему враждебно и высадили десант в Веракрусе, чтобы лишить Уэрту возможной помощи со стороны Германии. Нашлись у Уэрты противники и внутри Мексики; вскоре против него выступили армии Венустиано Каррансы, Альваро Обрегона, Франсиско Вильи и Эмилиано Сапаты. Уэрту поддержал перешедший на его сторону Паскуаль Ороско. 8 июля 1914 года, после того как Федеральная армия Уэрты потерпела ряд поражений от Конституционной армии Каррансы и Обрегона и повстанцев Вильи, Уэрта подал в отставку и бежал в Англию (откуда впоследствии перебрался в Испанию и затем в США), назначив своим преемником Франсиско Карвахаля. Находясь в эмиграции, Уэрта начал переговоры с правительством Германии, надеясь с его помощью вновь произвести переворот и вернуться к власти в Мексике, но 27 июня 1915 был вместе с Паскуалем Ороско арестован в Ньюмене (штат Нью-Мексико) и некоторое время содержался в тюрьме, пока не умер от цирроза печени. Хотя симптомом его недуга была желтуха, существуют подозрения в его отравлении с участием США .

#### Уэрта в массовой культуре
Уерта упоминается как предатель революции в романе Кормака Маккарти 1992 года «Кони, кони», удостоенном Национальной книжной премии.